# S/2021 J 6
S/2021 J 6 är en av Jupiters månar. Den upptäcktes år 2021 av Scott S. Sheppard, David J. Tholen och Chad Trujillo. S/2021 J 6 är cirka 1 kilometer i diameter och roterar kring Jupiter på ett avstånd av cirka 23 490 000 kilometer.
S/2021 J 6 har ännu inte fått något officiellt namn.